# Fluoruro di zirconio
Il fluoruro di zirconio  (ZrF4) è il sale di zirconio dell'acido fluoridrico.
A temperatura ambiente si presenta come un solido bianco inodore, insolubile in acqua. È il principale componente dei vetri fluorozirconati.

È un composto irritante.

## Struttura cristallina

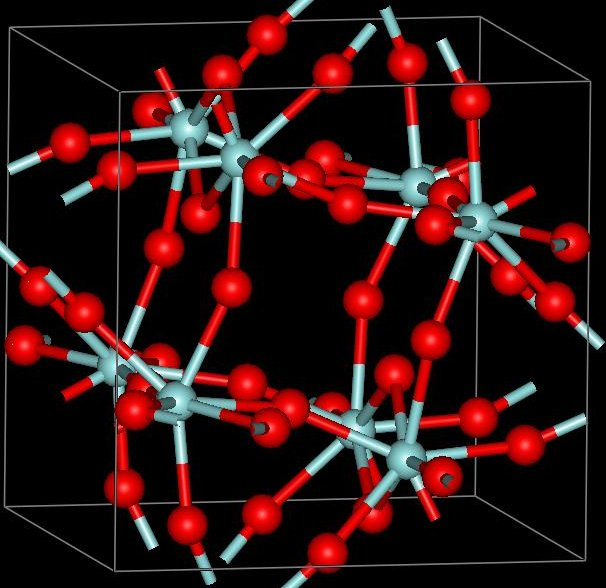
ZrF_{4} tetragonale

Sono conosciute tre fasi cristalline dello ZrF4, α (monoclina, β (tetragonale, simbolo di Pearson  tP40, gruppo spaziale  P42/m, No 84) e γ (struttura sconosciuta). Le fasi β e γ sono instabili e tendono a trasformarsi in modo irreversibile nella fase α a 400 °C.

## Preparazione
Il fluoruro di zirconio può essere ottenuto:
- per reazione tra il cloruro di zirconio e l'acido fluoridrico.[3]

{\displaystyle \mathrm {ZrCl_{4}+4\ HF\longrightarrow ZrF_{4}+4\ HCl} }
- facendo reagire l'ossido di zirconio con l'acido fluoridrico.[3]

{\displaystyle \mathrm {ZrO_{2}+4\ HF\longrightarrow ZrF_{4}+2\ H_{2}O} }
- per decomposizione termica di (NH4)2ZrF6.[3]

Il fluoruro di zirconio così ottenuto può essere poi purificato per distillazione o sublimazione.

## Applicazioni
Il fluoruro di zirconio viene utilizzato come fonte di zirconio nelle applicazioni sensibili all'ossigeno, come ad esempio nella produzione del metallo.
È sensibile all'umidità, ai metalli attivi, agli acidi e agli agenti ossidanti. In miscela con altri fluoruri viene usato come refrigerante nei reattori nucleari a sali fusi ed è uno dei refrigeranti ipotizzati per il reattore nucleare a temperatura molto alta assieme al fluoruro di sodio.